# Harry S. Truman
Harry S. Truman (8. května 1884 Lamar, Missouri – 26. prosince 1972 Kansas City, Missouri) byl 34. viceprezidentem a 33. prezidentem Spojených států amerických v letech 1945–1953. Do úřadu nastoupil v dubnu 1945 po smrti Franklina D. Roosevelta.
V době, kdy zastával prezidentský úřad, došlo k množství zásadních událostí. Těsně po jeho nástupu byla v srpnu 1945 na Hirošimu svržena první atomová bomba, v letech 1945–1947 začala studená válka a byl to on, kdo Trumanovou doktrínou vytyčil základní postoj USA vůči rozpínání komunismu. USA se aktivně podílely na hospodářské obnově Evropy Marshallovým plánem a zároveň z Evropy stahovaly své jednotky. V roce 1945 vznikla Organizace spojených národů, jejíž byly Spojené státy zakládajícím členem. V letech 1947–1955 prošla země obdobím panického strachu z komunismu, období tzv. Red Scare (Rudý strach). V roce 1950 se USA na základě jeho iniciativy aktivně zapojily do korejské války.
Truman pocházel ze střední vrstvy a v mládí prošel na rozdíl od F. D. Roosevelta strázněmi běžného Američana. Po celou kariéru si uchoval lidovou image a přes počáteční nedůvěru v jeho schopnosti (tisk ho nazýval „malým mužem z Missouri“) si dokázal získat respekt a pověst silného a rozhodného státníka.[zdroj⁠?!] Byla pro něj ať již na postu soudce nebo prezidenta typická také velká píle a zodpovědnost, kterou vůči své práci pociťoval.[zdroj⁠?!]

## „The Buck stops here“
Známý nápis, který stál na stole v jeho pracovně, se vztahuje k tradičnímu americkému rčení „pass the buck“ ve smyslu převést na někoho dalšího zodpovědnost. Nápis tedy svým významem odkazuje na nejvyšší zodpovědnost, kterou má prezident ve svém úřadu a kterou si velmi silně uvědomoval.

## Střední iniciála S.
Neměl střední jméno, ale pouze střední iniciálu. V jižních státech toto byla běžná praxe. On sám se vyjádřil, že S. má být kompromisem mezi jmény jeho dědů: Andersonem Shippem Trumanem a Solomonem Youngem. Určitou dobu existovala kontroverze, zdali je vhodné užívat S s tečkou či bez tečky, kterou asi jako vtip začal on sám, když v roce 1962 řekl jednomu reportérovi, že S je jméno a ne zkratka. Sám ovšem v podpisu používal variantu s tečkou, a ta je dnes považována za závaznou.

## Dětství a mládí

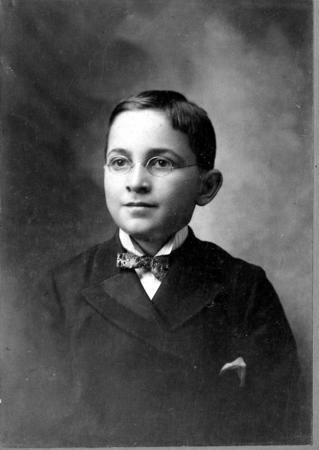
Třináctiletý Truman

Narodil se 8. května 1884 v Lamaru ve státě Missouri jako nejstarší dítě Johna Andersona Trumana a Marthy Elleny Young Trumanové. K němu brzy přibyl mladší bratr John Vivian (1886–1965) a později i sestra Mary Jane Truman (1889–1978). V šesti letech se jejich rodina přestěhovala do Independence, také v Missouri, a zde strávil hlavní formativní léta svého mládí. V roce 1901 ukončil střední školu (byl posledním prezidentem, který nezískal univerzitní vzdělání) a prošel několika úřednickými zaměstnáními, než se konečně rozhodl stát farmářem. V letech 1906–1916 tedy nepříliš úspěšně farmařil.

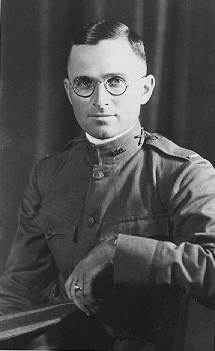
Truman v armádě

Po vstupu USA do války dobrovolně narukoval do Národní gardy a byl odvelen jako důstojník do Francie. Již v době výcviku ve Fort Sill, blízko Lawtonu v Oklahomě, vedl táborovou kantýnu, což mu umožnilo se setkat s některými lidmi, kteří později ovlivnili jeho politickou kariéru. Jedním z nich byl i Thomas Joseph (T.J.) Pendergast, politik z Kansas City.
Po konci války se vrátil do Independence, kde se 28. června 1919 oženil s Bess Wallacovou. S ní měl jednu dceru, Margareth (narozena 24. února 1924). V té době také začal podnikat – otevřel si obchod s oblečením Truman & Jacobson (Jacobson byl jeho přítel z válečné doby ve Francii) v Kansas City. V roce 1922 ovšem zkrachoval poté, co na trhu došlo ke snížení výkupní ceny pšenice, v jehož důsledku ztratil většinu zákazníků. Na počátku 20. let se také pokusil v Kansas City studovat práva na dnešní Missourské univerzitě, ale po dvou letech školu opustil.

## Začátek politické kariéry
V roce 1922 byl za pomoci Toma Pendergasta zvolen soudcem krajského soudu ve volebním okrsku Jackson v Missouri, což byla funkce administrativní, ne justiční (tu by zastávat nemohl). Přestože byl v roce 1924 ve volbách poražen, získal svou funkci zpět v roce 1926 a znovu byl zvolen i v roce 1930.
V roce 1934 byl vybrán klanem Pendergastů, aby se ucházel o senátní křeslo za stát Missouri. Kandidoval jako stoupenec New Dealu a prezidenta Franklina D. Roosevelta a byl zvolen. Jako senátor takřka bezvýhradně podporoval Roosevelta a stal se oblíbeným členem senátního klubu, jednou byl i zvolen jedním z nejlépe oblékaných senátorů.
Stal se velmi populárním, když jeho komise (oficiálně Senate Special Committee to Investigate the National Defense Program) vyvolala skandál odhalením plýtvání ve vojenských složkách, způsobeným podvody a špatným managementem. Mimo jiné v roce 1943 vedl tuto komisi při vyšetřování problémů v produkci motorů Wright R-3350, které byly potřeba pro sériovou výrobu nových strategických bombardérů B-29. Jeho kritika plýtvání a obhajoba návrhů na šetření z něj udělala jednoho z nejoblíbenějších politiků, což vedlo v roce 1944 k jeho výběru na funkci Rooseveltova viceprezidenta. Brzy po nástupu do úřadu dne 12. dubna 1945 Roosevelt zemřel.

## První prezidentské období 1945–1949

### Podstatné politické a osobní rozhodnutí
Po uvedení do úřadu byl průběžně informován o existenci tří jaderných bomb, jedné uranové a dvou plutoniových. Byl zpraven o výsledku prvního výbuchu jedné z plutoniových bomb ze dne 16. července 1945 ráno. Následným vývojem války s Japonskem se musel, jako prezident USA a jako člověk, rozhodnout o jejich použití (6. srpen 1945 Hirošima a 9. srpen 1945 Nagasaki). Totéž rozhodnutí musel učinit i v okamžiku korejské války a to v rámci Mandžuska. Povolil generálu MacArthurovi použití jaderné zbraně, avšak jen za přesně definovaných okolností (start nepřátelských letadel apod.), což se nestalo. Z tohoto pohledu je jediný státník na světě, který třikrát kladně rozhodl o použití zbraně hromadného ničení.

### Vztah k Sovětskému svazu

Attlee, Truman a Stalin v Postupimi červenci 1945

Hlavní sférou jeho zájmu se po nástupu do úřadu musela stát zahraniční politika. Jeho pozice nebyla jednoduchá, protože dosud se jako senátor i jako viceprezident zabýval hlavně vnitřní politikou. Roosevelt navíc neměl potřebu s ním projednávat věci týkající se zahraniční politiky. Hned na začátku musel projít množství dokumentů, zjistit mnohé úplně nové skutečnosti (jaltská dohoda ohledně podmínek vstupu SSSR do války s Japonskem) a zároveň pracovat s lidmi, které vybral Roosevelt a kteří stejně jako on věřili v politiku ústupků vůči SSSR (např. státní tajemník James F. Byrnes). Na straně spolupráce se SSSR za v podstatě jakoukoli cenu byla i většina dobového amerického tisku a co hůře, i veřejnost (Gallupův průzkum v srpnu 1945 zjistil, že 54 % veřejnosti věří v dobrou spolupráci se Sovětským svazem).
Pro období jeho začátků je typické, že vůbec poprvé se začalo naslouchat odborníkům na sovětskou politiku nebo historii. Příkladem může být přijetí a obecné uznání pravdivosti Kennanova dlouhého telegramu (jednalo se o telegram o 8 tisících slovech poslaný z Moskvy), který analyzoval na pozadí hlubokých znalostí sovětské reality a historie Stalinův projev z února 1946.
V počátcích svého působení v úřadu prezidenta USA navázal na Rooseveltovu zahraničně-politickou linii, ale velice brzy (již na konferenci v Postupimi) si uvědomil, že ve vztahu k SSSR se jedná o jednoproudou silnici, kde sovětský partner na spojenecké ústupky nereaguje stejnou mincí. Nicméně byl stejně jako nový britský ministerský předseda Attlee diplomatickým nováčkem, a proto se Sovětům na konferenci podařilo dosáhnout v podstatě všeho, co žádali.
Během let 1945–1946 se Trumanův postoj vůči Sovětskému svazu změnil a to se odrazilo v návrhu Marshallova plánu, který sice nabízel hospodářskou pomoc i Sovětskému svazu, ale nikdo nevěřil ve Stalinovo přijetí (generál Marshall nahradil Jamese Byrnse v pozici státního tajemníka). Marshallův plán měl vytvořit a opravdu pomohl vytvořit ekonomickou a tedy i politicky silnou Evropu schopnou se postavit šíření komunismu. S podobným cílem byla deklarována 12. března 1947 v Kongresu Trumanova doktrína: „Jsem přesvědčen, že politika USA musí podporovat svobodné národy, které odolávají pokusům o podrobení ozbrojenými menšinami nebo vnějším nátlakem, a jestliže ve své vůdcovské roli selžeme, můžeme ohrozit světový mír.“

### Fiskální politika
Na konci II. světové války byly Spojené státy zatíženy státním dluhem ve výši 1050 mld. dolarů (což bylo na úrovni více než 120 procent HDP země, srovnatelné snad jen se stavem po konci občanské války). Během necelých osmi let ve své funkci se Trumanovi podařilo srazit tuto cifru na zhruba 72 procent.

### Vnitřní politika
V listopadu 1946 proběhly volby do Kongresu a republikánům se poprvé od 20. let podařilo získat většinu. Ve Sněmovně reprezentantů získali 55 křesel a několik křesel i v Senátu. Do sporu s Kongresem se dostal o rok později, kdy se pokusil zamezit snížení daní. Nakonec v roce 1948 došlo k mírnému snížení i přes jeho veto, ale dlouho netrvalo. V roce 1950 začala válka v Koreji a bylo nutno naložit velké množství prostředků na armádu, což vedlo k opětnému zvýšení daní.

### Truman a otázka lidských práv
V roce 1946 byly u Moore's Ford Bridge ve Waltonském okrese ve státě Georgie zlynčováni 2 mladí černoši a 2 černošky. Tato událost se stala podnětem k větší pozornosti v problematice lidských práv a ustanovení Trumanovy komise pro občanská práva. V roce 1947 Trumanova administrativa vydala zprávu „To secure these rights“, která obhajovala reformu zákonů týkajících se porušování lidských svobod a proti lynčování navrhovala vytvořit federální zákon. V roce 1948 pod jeho tlakem Kongres navrhl vytvoření řady federálních úřadů, které se měly věnovat např. odstranění překážek, které byly kladeny účasti černochů ve volbách, stejným zaměstnaneckým právům nebo odstranění zvláštních oddělení ve veřejné dopravě. Toto vyvolalo četnou kritiku z řad demokratů v jižanských státech, ale on odmítl uzavírat kompromisy a v červenci 1948 vydal Executive Order 9981, který zrušil rasovou segreaci a zajišťoval rovnost zacházení lidí všech ras ve vojenských složkách a na jeho provedení založil zvláštní výbor.

## Prezidentské volby v roce 1948 a Fair Deal
V roce 1948 se konaly nové prezidentské volby. Harry S. Truman se plně se identifikoval s demokraty a tradicí New Dealu tím, že prosazoval zdravotní pojištění a zrušení Taft-Hartleyho zákona (Taft-Hartley Act). V rámci svého vnitropolitického programu, který nazýval Fair Deal, usiloval o plnou zaměstnanost, zvýšení minimálních mezd, daňovou reformu, záruky farmářům a federální program rekonstrukce zchátralých čtvrtí chudiny. Během volební kampaně se všeobecně předpokládalo, že prohraje. Jeho aktivita během kampaně byla maximální a důležité bylo, že se mu podařilo získat podporu farmářů ze západu a Středozápadu. Tím dokázal k všeobecnému překvapení porazit hlavního protikandidáta Thomase E. Deweyho. Demokraté také opět získali převahu i v obou komorách Kongresu.

## Druhé prezidentské období 1949–1953

### Vnitřní politika
Byl sice zvolen prezidentem, ale jeho postavení ve straně ani na politické scéně nebylo jednoduché. Byl tiskem neustále napadán kvůli mrhání peněz na sociální programy i pomoc cizím zemím. Brzy po svém zvolení představil svůj Fair Deal, ale program nebyl dobře přijat a prošla jenom menší část navrhovaných zákonů. V únoru 1950 republikánský senátor za stát Wisconsin Joseph McCarthy prohlásil, že má důkazy o komunistických agentech ve státních úřadech. Ne náhodou se toto obvinění objevilo několik měsíců po první zkoušce sovětské atomové bomby v září 1949, která přišla o pět let dříve, než očekávali američtí experti. McCarthy stál i za návrhem zákona, podle kterého mělo dojít k registraci všech komunistů a začal bezhlavě obviňovat i lidi na velmi vysokých postech, proti kterým neměl vlastně žádné důkazy (mccarthismus). Zákon, který omezoval občanské svobody a práva, považoval prezident Truman za nešťastný a jeho přijetí se bránil. Osobně se v obecné atmosféře paniky a strachu postavil za některé obviněné. O McCarthym se vyjádřil, že „je nejlepší investicí Kremlu ve Spojených státech“.

### První berlínská krize
Zkouškou spojenecké pevnosti se ukázala první blokáda Berlína od června 1948 do května 1949, kde Truman od počátku zastával pevné stanovisko neustoupit sovětským požadavkům – a to i přes francouzsko-britské snahy i snahy amerických generálů o ústupky vůči Sovětům. Byl přesvědčen, že kdyby spojenci odešli z Berlína, „ztratili by vše, zač bojovali“. Truman také nařídil, aby byly do Německa přesunuty dvě eskadry B-29, které byly od Hirošimy a Nagasaki v obecném povědomí známé jako atomové bombardéry. (Bomby ale zůstaly v USA, přítomnost bombardérů měla sloužit jako hrozba připravenosti použít nejsilnější zbraň.)

### Korejská válka
V červnu 1950 severokorejská armáda napadla Jižní Koreu. OSN reagovala vysláním vojenských sil (s většinovým podílem americké armády), vedením byl pověřen veřejností velmi oblíbený generál Douglas MacArthur, jehož popularita ještě vzrostla odvážným a vpravdě geniálním strategickým tahem – vyloděním vojsk u Inčchonu v září 1950, kterým odřízl část severokorejské armády a umožnil vítězství v počáteční fázi války. MacArthur se s Trumanem dostal do sporu ohledně užití atomové bomby v Koreji, pro které se silně zasazoval. Spor vyostřila i MacArthurova snaha po intervenci čínských jednotek přenést válečné operace i do samotné Číny. Truman nesouhlasil, protože si uvědomoval fatálnost tohoto kroku, a vydal rozkaz, aby vojenští velitelé nevystupovali před médii na vlastní pěst. Tento příkaz MacArthur ignoroval, když v březnu 1951 vydal deklaraci, kde jménem Spojených států hrozil Pekingu rozšířením operací do čínského vnitrozemí. Vyostřená roztržka skončila odvoláním MacArthura z pozice velitele vojenských akcí v Koreji a jeho nahrazením generálem Ridgwayem. Toto řešení Trumanově popularitě také nepomohlo (oproti zahraniční reakci, kde jeho rozhodnutí spojenci schválili) a klesala nadále, když se válka v Koreji přestala vyvíjet podle obecného očekávání.

### Vztah k Izraeli
Truman byl stoupencem sionistického hnutí již v roce 1939 a stal se klíčovou postavou při vzniku izraelského státu v Palestině. Jeho vlivem došla v roce 1947 OSN k rozhodnutí vytvořit v Palestině dva státy. Když se z Palestiny začaly stahovat britské jednotky a arabské státy naopak začaly umísťovat své blízko hranic, dostal se Truman do sporu se státními úřady o dalším postupu. Nakonec Truman uznal existenci Izraele pouhých 11 minut poté, co byl vyhlášen.

### Přestavba Bílého domu
Během výkonu své funkce, na rozdíl od ostatních prezidentů, Truman v Bílém domě strávil minimum času. Již v roce 1945 se ukázalo, že Bílému domu bezprostředně hrozí zhroucení kvůli stavu zdiva a základů (tyto problémy se mohly datovat již od války v roce 1812, kdy budova vyhořela). Bílý dům se začal systematicky přestavovat, přibyla i notoricky známá část z fotografií – tzv. Trumanův balkón. Truman s rodinou zatím žil v Blair House ve Washingtonu. Během rekonstrukce strávil nějaký čas i v Little Torch Key ve Florida Key.

## Exprezident Truman
V roce 1951 Kongres ratifikoval 22. doplněk ústavy, který nedovoloval prezidentům více než dvě volební období. Tato novela se nevztahovala na Trumana, protože byl v době schválení prezidentem, ale ten se stáhnul z volební kampaně poté, co v primárkách v New Hampshiru ztratil hlasy ve prospěch Estese Kefauvera.
V roce 1953 se Truman vrátil do Independence, hodně psal (mimo jiné své paměti), přednášel a sbíral soukromé dary na vytvoření prezidentské knihovny, kterou poté daroval vládě (tato praxe byla převzata i jeho následovníky). Bylo také Trumanovou zásluhou, že nadále nejen členové Kongresu a federálních soudů, ale i členové ostatních federálních úřadů pobírali federální důchody.
V roce 1956 se svou ženou vyrazil na výlet do Evropy a stal se všude, kam přijel, senzací. Ve Velké Británii získal čestný titul Oxfordské univerzity. Naposledy se setkal se svým přítelem Winstonem Churchillem a po návratu domů podpořil demokratického kandidáta Adlaie Stevensona během volební kampaně do prezidentského úřadu.
V roce 1964 upadl v koupelně a fyzicky se z následků nikdy plně nevzpamatoval. 5. prosince 1972 byl přijat do nemocnice v Kansas City pro srdeční slabost, špatnou funkci ledvin a zažívací problémy. Zemřel 26. prosince 1972 v 7:50 ráno ve věku 88 let. Byl pohřben u Trumanovy knihovny v Independence.

## Památka
V březnu 1975 byla na jeho počest vydána v Izraeli poštovní známka o nominální hodnotě 5 šekelů.
Je podle něj pojmenována letadlová loď USS Harry S. Truman (CVN-75) sloužící od roku 1998.